# 호앙꾸이프억
호앙꾸이프억(베트남어: Hoàng Quý Phước, 1993년 3월 24일 ~ )은 베트남의 수영 선수이다.